# Spoorlijn Letmathe - Fröndenberg
De spoorlijn Letmathe - Fröndenberg is een Duitse spoorlijn en is als spoorlijn 2850 onder beheer van DB Netze.

## Geschiedenis
De Bergisch-Märkische Eisenbahn-Gesellschaft opende de lijn tussen Letmathe en Iserlohn op 31 maart 1864 en tussen Menden en Fröndenberg op 7 augustus 1872. Tussen Hemer en Menden opende de  Preußische Staatseisenbahnen de lijn op 1 september 1882 en tussen Iserlohn en Hemer op 15 juni 1885.
Reizigersverkeer tussen Iserlohn en Menden werd opgeheven op 28 mei 1989 waarna het gedeelte tussen Iserlohn Ost en Hemer meteen werd gesloten en opgebroken. Tussen Iserlohn en Iserlohn Ost heeft nog goederenverkeer plaatsgevonden tot 1995, waarna ook dat gedeelte werd gesloten en opgebroken en tussen Hemer en Menden dat werd gesloten op 31 oktober 2010.

## Treindiensten
De Deutsche Bahn en Abellio Rail NRW verzorgen het personenvervoer op dit traject met RE en RB treinen.
| Serie | Treinsoort                          | Route | Bijzonderheden    |
| ----- | ----------------------------------- | --- | ----------------- |
| RE 16 | Regional-Express (Abellio Rail NRW) | Essen Hbf – Bochum Hbf – Witten Hbf – Hagen Hbf – Hohenlimburg – Letmathe – [ Iserlohn ] / Werdohl – Kreuztal – Siegen           | Ruhr-Sieg-Express |
| RB 54 | Regionalbahn (DB Regio NRW)         | Unna – Ardey – Fröndenberg – Menden (Sauerland) – Balve – Neuenrade                                                              | Hönnetal-Bahn     |
| RB 91 | Regionalbahn (Abellio Rail NRW)     | Hagen Hbf – Hohenlimburg – Letmathe – [ Iserlohn ] / Altena (Westfalen) – Werdohl – Plettenberg – Finnentrop – Kreuztal – Siegen | Ruhr-Sieg-Bahn    |

## Aansluitingen
In de volgende plaatsen is of was er een aansluiting op de volgende spoorlijnen:
Lemathe
DB 2800, spoorlijn tussen Hagen en Haiger
Iserlohn
DB 2841, spoorlijn tussen Iserlohn en Schwerte
Hemer
DB 2851, spoorlijn tussen Hemer en Sundwig
Menden
DB 2853, spoorlijn tussen Menden en Neuenrade
Fröndenberg
DB 2550, spoorlijn tussen Aken en Kassel
DB 2852, spoorlijn tussen Fröndenberg en Unna

## Elektrificatie
Het traject tussen Iserlohn-Letmathe - Iserlohn werd in 1965 geëlektrificeerd met een wisselspanning van 15.000 volt 16⅔ Hz.